# Sutherlandia microphylla
Sutherlandia microphylla är en ärtväxtart som beskrevs av William John Burchell. Sutherlandia microphylla ingår i släktet Sutherlandia och familjen ärtväxter. Inga underarter finns listade i Catalogue of Life.